# Trevor Coker
Trevor Coker (Wanganui, 1º ottobre 1949 – Wanganui, 23 agosto 1981) è stato un canottiere neozelandese.

## Palmarès
Olimpiadi
- 2 medaglie:
  - 1 oro (otto con a Monaco di Baviera 1972)
  - 1 bronzo (otto con a Montréal 1976)